# جوزيف كابيلا
جوزيف كابيلا كابنغي (بالفرنسية: Joseph Kabila Kabange)‏ (المعروف باسم جوزيف كابيلا، ولد في 4 يونيو 1971 بهيفا بورا بإقليم فيزي بكيفو الجنوبية)، هو سياسي كونغولي، و‌رئيس جمهورية الكونغو الديمقراطية السابق. تولى المنصب بعد عشرة أيام من اغتيال والده كان يترأس التحالف من أجل الغالبية الرئاسية، وقام في عام 2002 بإنشاء حزب الشعب للإعمار والديمقراطية. أعلنت محكمة العدل العليا في 27 نوفمبر 2006 عن فوزه في الجولة الثانية من الانتخابات الرئاسية التي أُجريت في 29 أكتوبر 2006 وأصبح بذلك رئيساً للجمهورية. تمت إعادة انتخابه في 28 نوفمبر 2011 وتنصيبه في 20 ديسمبر لكن منافسه الرئيسي إتيان تشيسيكيدي رفض النتائج وأعلن على أنه هو الرئيس الفعلي للبلاد، وقال أنه سيتم تنصيبه في 23 ديسمبر 2011.
يُعتبر كابيلا أصغر رئيس لجمهورية الكونغو الديمقراطية.

## مسيرته

### طفولته وشبابه
وُلد جوزيف عام 1971 ببهيفا بورا، أخته جنات كابيلا وهما توأمان اثنان. وهو ابن المتمرد والرئيس السابق للكونغو الديمقراطية ولتحالف القوى الديمقراطية من أجل تحرير الكونغو، لوران كابيلا وسيفا مهانيا.
بعد إنهاء دراسته من الثانوية العامة بدار السلام، تابع تعليمه العسكري في منفاه بتانزانيا أثناء حكم موبوتو، وكان من حين لآخر يقوم بعمليات صيد في إحدى مصائد الأسماك التي كان يمتلكها والده في بحيرة بحيرة تنجانيقا. وبعد ذلك في جامعة ماكيريري بأوغندا. أطلق لوران ديزيريه كابيلا في أكتوبر 1996 حملة عسكرية في الزائير للإطاحة بنظام موبوتو. أصبح جوزيف قائدا لجيش «كادوغو» سيئ السمعة (وهو جيش يضم جنودا من الأطفال)، ولعب دورا رئيسيا في المعارك الكبرى على طريق كينشاسا. تلقى جيش التحرير الدعم اللوجستي والعسكري من جيوش إقليمية من رواندا وأوغندا وأنغولا وزيمبابوي. وصل لوران ديزيريه كابيلا لمنصب الرئاسة بعد انتصار تحالف القوى الديمقراطية من أجل تحرير الكونغو، وذهب جوزيف كابيلا عام 1997 إلى الصين لتعزيز مستواه العسكري في جامعة جيش التحرير الشعبي للدفاع الوطني ببيكين. وبعد عودته، مُنح كابيلا رتبة اللواء، كما عين نائبا لرئيس هيئة أركان القوات المسلحة لجمهورية الكونغو الديمقراطية عام 1998، حاول وقف الحرب الأهلية ونجح في إزاحة القوات الأجنبية المتمركزة في البلاد. كما أنه شارك في معركة بويتو في نوفمبر عام 2000، وتم تنصيبه أيضا كرئيس أركان القوات البرية في وقت لاحق من نفس العام  وهو المنصب الذي شغله حتى اغتيال الرئيس كابيلا الأب في يناير 2001. كان جوزيف واحدا من أبرز قادة الجيش النظامي المسؤول عن القوات الحكومية أثناء حرب الكونغو الثانية (1998-2003).

### فترة رئاسته
وصل جوزيف كابيلا إلى كرسي الرئاسة يوم 26 يناير 2001 بعد اغتيال لوران ديزيريه كابيلا، ويُعد أصغر شخص (مواليد 1971) يشغل منصب رئاسي حكومي وظل كذلك إلى أن شغل روزفلت سكيريت (مواليد 1972) منصب رئيس حكومة جمهورية الدومينيكان في يناير عام 2004. وفي سن الثلاثين، اعتبره العديد من النقاد أنه شاب يفتقد للخبرة المطلوبة. حاول في وقت لاحق إنهاء الحرب الأهلية الدائرة من خلال التفاوض وتوقيع اتفاقات سلام مع جماعات المتمردين التي تدعمها رواندا وأوغندا، وهي نفس الجيوش الإقليمية التي كانت سببا في تولي أتباع لوران ديزيريه كابيلا المتمردين إلى السلطة قبل 3 أعوام. كما شهدت مدينة صن سيتي بجنوب أفريقيا حوارات بين الأطراف الكونغولية المتنازعة وهوي بما تُعرف ب«اتفاقية 2002 للسلام» والتي تسببت في إنهاء شكلي لحرب الكونغو الثانية مع احتفاظ جوزيف كابيلا بمنصبه كرئيس لدولة الكونغو الديمقراطية.
وبموجب هذه الاتفاقية تم إنشاء إدارة مؤقتة وتم تعيين قائدين لجماعات التمرد كنائبين للرئيس.

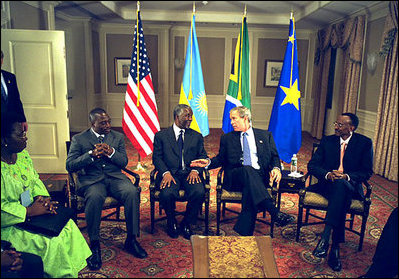
كابيلا أثناء اجتماع مع تابو إيمبيكي وبول كاغامي وجورج دبليو بوش

شهدت العاصمة كينشاسا في 28 مارس 2003 بوادر محاولة انقلاب واضحة أو تمرد وُصفت بالفاشلة، حيث زعم البعض أن سببها تحركات لموالين ينضمون لحرس الرئيس السابق موبوتو سيسيسيكو (الذي أطاح به كابيلا الأب في 1997 والذي توفي في نفس العام). زعم مهندسو انقلاب آخر في 11 يونيو 2004 بقيادة إريك ينغي أنهم حاولوا الاستيلاء على السلطة، وأعلنوا في الإذاعة الحكومية أنه قد تم تعليق عمل الحكومة الانتقالية، ولكنهم في الأخير هُزموا من قبل القوات الموالية. وفي 2005، تم إجراء استفتاء جزئي يهدف إلى إنشاء دستور جديد وعقد انتخابات رئاسية في 30 يوليو 2006 (بعد تأجيلها في يونيو)، وينص الدستور الجديد على أن المترشح للرئاسة يجب أن يبلغ من العمر 30 بعد أن كان 35 عاما. وكان كابيلا أقل من 35 آنذاك. وقام في مارس عام 2006 بتقديم ترشحه للرئاسة. وعلى الرغم من أن كابيلا كان مسجلا كمترشح مستقل، قال أنه «مُقدم» عن حزب الشعب للإعمار والديمقراطية الذي اختاره كمترشح للانتخابات. وعلى الرغم من أن الدستور الجديد ينص على عقد مناظرة بين المترشحين المتبقيين للرئاسة، إلا أنه لم يتم إجراء أي من هذا القبيل، وأعلن عديدون أن هذا الأمر مخالف للدستور.
ووفقا للنتائج الأولية للانتخابات المُتنازع عنها، أُعلن في 20 أغسطس عن فوز كابيلا متحصلا على ما يقارب 45٪ من الأصوات، أما خصمه الرئيسي، نائب الرئيس وزعيم المتمردين السابق جان بيير بيمبا حصل على 20٪ فقط. تسببت المخالفات التي وقعت أثناء الانتخابات بإجراء جولة إعادة تصويت بين كابيلا وبيمبا وعُقدت في 29 أكتوبر. وفي 15 نوفمبر، أُعلن عن فوز كابيلا بواسطة المفوضية العليا للانتخابات ب 58,05٪ من الأصوات. وأكدت المحكمة العليا هذه النتائج في 27 نوفمبر 2006 وبداية من 6 ديسمبر 2006 اُعتبر جوزيف الرئيس الجديد المنتخب للبلاد. عين كابيلا أنطوان جيزينجا الذي تحصل على المرتبة الثالثة (من حيث عدد الأصوات) في الجولة الأولى من الانتخابات الرئاسية (والذي دعم كابيلا في الجولة الثانية) رئيسا للوزراء في 30 ديسمبر.
تمت إعادة انتخاب كابيلا لولاية ثانية كرئيس للبلاد في ديسمبر 2011. وعقب إعلان النتائج يوم 9 ديسمبر، شهدت مدينتا كينشاسا ومبوجي مايي اضطرابات عنيفة، حيث أظهرت إحصاءات رسمية أن الأغلبية الساحقة صوتت لصالح إتيان تشيسيكيدي مرشح المعارضة. وأفاد مراقبون رسميون من مركز كارتر أن عوائد الانتخابات (إحصاءات) قد فُقدت من 2.000 مركز اقتراع تقريبا في المناطق التي تدعم بقوة تشيسيكيدي كما أنها غير مدرجة في النتائج الرسمية. ووصفوا الانتخابات بأنها تفتقر إلى الشفافية. وتولى كابيلا مقاليد الحكم رسميا لولاية ثانية في 20 ديسمبر واعدا بالاستثمار في البنية التحتية والخدمات العامة. ومع ذلك، فإن تشيسيكيدي مازال يرى أنه هو الأولى بالمنصب وأن نتيجة الانتخابات كانت غير شرعية، وقال أيضا أنه ينوي «القسم بنفسه بأنه الرئيس».
وفي يناير 2012، أدان الأساقفة الكاثوليك في جمهورية الكونغو الديمقراطية الانتخابات، وقالوا أنهم يشكون من «الأكاذيب والغدر والإرهاب»، وداعوا لجنة الانتخابات لتصحيح «الأخطاء الجسيمة».

### أصوله
يُمثل أصل وهوية جوزيف كابيلا مصدر شكوك وجدل في الأوساط الاجتماعية، ويدعي البعض أنه ابن لوران ديزيريه كابيلا وامرأة تنتمي لشعب التوتسي وهي مارسلين موكومبوكيج. وقبل أن يصبح رئيسا منتخبا عام 2006 كشفت الحكومة أن والدته كانت من أصول كونغولية من منطقة مانيما وهي سيفا مهانيا، وقال إتيان كابيلا - ابن لوران ديزيريه كابيلا - في وقت لاحق أن جوزيف هو ابن كريستوف كانامبي وهو معارض رواندي سابق وابن مارسلين موكومبوكيج وكان يقيم في أوغندا. وأضاف أيضا أن لوران ديزيريه كابيلا قام بتبنيه بعد وفاة والده. وفي وقت لاحق، نشرت الحكومة صورا عائلية لجوزيف إضافة لشهادة رسمية بخصوص سيفا مهانيا مؤكدة هويتها.
عام 2001، قام المؤرخ إريك كينس، وهو باحث لدى مركز الدراسات والتوثيق الأفريقي بمراجعة السيرة الذاتية للوران ديزيريه كابيلا، وقام بتتبع طفولة جوزيف كابيلا وأوضح أنه هو ابن كابيلا وسيفا مهانيا وأن التوأمين (جوزيف وأخته) قد حملا فعلا لقب كابيلا أثناء ولادتهما، وذكر أيضا أن جوزيف كان يذهب للدراسة في المدرسة الفرنسية تحت اسم مستعار وهو «هيبوليت كابانغ ميتوال» لأسباب أمنية. ويرى لودو مارتنز أن هذا الكتاب قد وضع حدا للجدل القائم حول أصل جوزيف كابيلا وجنات رغم بعض العيوب التي شابته. ووصفت سيفا مهانيا في إحدى الصحف اليومية بأن بعض مما ورد في كتاب كينيس لايمت للواقع بصلة.

### مواقفه
في عام 2006، وصلت معلومات لكابيلا تدل على وقوع جرائم جنسية على نطاق واسع من قبل الجيش الكونغولي ووصفها بأنها «لا تغتفر ببساطة». وأشار إلى إدانة 300 جندي من الذين ارتكبوا هذه الجرائم الجنسية على الرغم من أنه أضاف قائلا بأن ذلك لم يكن كافيا.

### زواجه
أعلن مسؤول القصر الرئاسي، السفير ثيدور موقالو رسميا عن زفاف الرئيس بأوليف بيمبي دي سيتا بعد شائعات بخصوص زفافهما تداولها العديد من المسؤولين الذين يمتلكون مناصب عليا في البلاد وذلك في 1 يونيو 2006. وتم إجراء مراسم الزفاف يوم 17 يونيو 2006. أنجب كل منهما ابنة ولدت عام 2001 واسمها سيفا أسوة لأمه.
والرئيس كابيلا أنجليكي - مسيحي أما زوجته فتتبع الكاثوليكية. كانت مراسم الزفاف مسكونية بإشراف كل من رئيس الأساقفة الكاثوليك في كينشاسا، الكاردينال فريديريك إيتسو وبيار ماريني بودو رئيس أسقف كنيسة المسيح في الكونغو الديمقراطية.
| المناصب السياسية  | المناصب السياسية                             | المناصب السياسية    |
| ----------------- | -------------------------------------------- | ------------------- |
| سبقه لوران كابيلا | رئيس جمهورية الكونغو الديمقراطية 2001 - 2019 | تبعه فليكس تشيسكيدى |

## وصلات خارجية
- جوزيف كابيلا على موقع الموسوعة البريطانية (الإنجليزية)
- جوزيف كابيلا على موقع مونزينجر (الألمانية)
- جوزيف كابيلا القصة الغامضة.
- تقرير البي بي سي